# Ramnagar (Bareilly)
Ramnagar és un petit poble i jaciment arqueològic prop d'Aonla (a uns 15 km al nord) al districte de Bareilly, Uttar Pradesh, a 28° 22′ N, 79° 08′ E / 28.367°N,79.133°E. Les ruïnes es troben al nord del poble, amb un cercle d'uns 50 km i són conegudes com a Ahichhattra; corresponen a la capital de l'antic regne de Panchala; el lloc fou visitat per Hiuen Tsiang al segle VII. S'han tronat restes de temples i nombrosos objectes i pedres treballades, passamans budistes i rajoles de decoració, així com algunes monedes amb inscripcions, que permet la datació entre els segles I i II aC. Els sobirans podrien ser de la dinastia Sunga.